# ال سید (فیلم)
اِل سید (به انگلیسی: El Cid) فیلمی به کارگردانی آنتونی مان و محصول دو کشور ایالات متحدهٔ آمریکا و ایتالیا است.

## خلاصهٔ داستان
اسپانیا، قرن یازدهم. «رودریگو دیاس» (هستون)، وطن‌پرست اسپانیایی، که سودای متحد کردن نیروهای پراکندهٔ کشورش را برای مقابله با حملات قبایل آفریقاییِ «مور» در سر می‌پرورانَد، در آستانهٔ ازدواج با دختر شوالیهٔ قهرمان امپراتوری (لورن) نیز هست…

## جوایز
این فیلم کاندیدای ۲ اسکار (کاندیدای اسکار بهترین موسیقی-کاندیدای اسکار بهترین طراحی هنری) در سال ۱۹۶۲ شد.